# Dakoro (Burkina Faso)
Dakoro ist sowohl eine Gemeinde (französisch commune rurale) als auch ein dasselbe Gebiet umfassendes Departement im westafrikanischen Staat Burkina Faso, in der Region Cascades und der Provinz Léraba. Die Gemeinde hat in vier Dörfern 13.204 Einwohner.